# 多動力
多動力（たどうりょく）は、堀江貴文による著書。

## 概要
2017年5月27日に幻冬舎から出版。
一つのことをコツコツとやる時代は終わり、これからは全てのものがインターネットでつながり全産業の縦の壁が無くなる。このような時代に必須のスキルであるあらゆる業界の壁を軽やかに飛び越える能力であるとする多動力について述べている。
多動力とは、いくつもの異なることを同時に行う力のこととする。だが多動力が有る人は、次から次へと興味が移ったり、落ち着きが無い。物を無くすし忘れるし、不注意で怪我をするし、やるべきことをやらないでやりたいことばかりをやっている。このような多動力というのは従来ならばマイナスでしかなく、仕事に活かす場面は少なく、おかしな人であると思われていた。だがこれからの時代はこの多動力こそが最も必要な能力であるとする。
多動力を邪魔する最悪なツールは電話であり、百害あって一利なしであるとする。仕事をしているときに電話を鳴らされると、そのせいで仕事が強制的に中断されてリズムが崩れるとする。スケジュールの調整や打ち合わせの連絡は電話のような同期通信でする必要は無いとする。メールなどの非同期通信で十分であるとする。1日の中には細かい隙間時間がたくさん発生し、その隙間時間を利用して非同期通信で仕事を効率的に進めて行くとする。前時代の感覚でとらわれている人は、コミュニケーションとは同期通信で無ければ伝わらないと妄信しており、そのような人が電話を鳴らして仕事の邪魔をしているとする。
発売前に2万部の重版が決定。
発売から3日で8万部を突破。
発売から1ヶ月で16万部を突破。
30万部を超えるベストセラーとなった。
有隣堂調べで2017年の年間売り上げでビジネス書の部門で2位。
2018年12月4日に発表の電子書籍の週間総合ランキングで1位。